# Pastor Fernández
José Pastor Fernández Beita (San Isidro de El General; 22 de abril de 1963) es un exfutbolista costarricense de la década de 1980. Su hermano Freddy, también jugó para la selección de Costa Rica.

## Trayectoria
Inició su carrera en 1983 en la Segunda División con Municipal Pérez Zeledón y luego jugó en Cartaginés, Alajuelense y San Carlos. Se retiró del juego después de 5 temporadas en la Primera División a la edad de solo 28 años.

## Selección nacional
Se convirtió en un héroe deportivo nacional durante la clasificación para el Mundial de 1990, cuando cabeceó el gol de la victoria contra El Salvador; esa victoria calificó a Costa Rica para su Copa Mundial inaugural.
No fue elegido por el técnico Bora Milutinović para ir con el equipo a Italia 1990, una decisión que tomó muy mal, sintiéndose poco apreciado por la Asociación de Fútbol. En protesta, abandonó el deporte después de dos años en Alajuelense y uno en San Carlos y desapareció de la escena del fútbol.
Este contraste resaltó su decisión como impetuosa, y aunque muchos costarricenses recuerdan su nombre y aprecian su objetivo, pocos pueden mencionar sus otros logros.

### Participaciones en Campeonatos Concacaf
| Copa                                          | Sede     | Resultado | Partidos | Goles |
| --------------------------------------------- | -------- | --------- | -------- | ----- |
| Campeonato de Naciones de la Concacaf de 1989 | Concacaf | Campeón   | 1        | 1     |

## Clubes
| Club                    | País       | Año        |
| ----------------------- | ---------- | ---------- |
| Municipal Pérez Zeledón | Costa Rica | 1983-1986  |
| Cartaginés              | Costa Rica | 1986-1990  |
| Alajuelense             | Costa Rica | 1990- 1992 |
| San Carlos              | Costa Rica | 1992-1993  |

## Palmarés

### Títulos nacionales
| Título           | Equipo      | País       | Año  |
| ---------------- | ----------- | ---------- | ---- |
| Primera División | Alajuelense | Costa Rica | 1991 |

### Títulos internacionales
| Título                                | Equipo     | Sede   | Año  |
| ------------------------------------- | ---------- | ------ | ---- |
| Campeonato de Naciones de la Concacaf | Costa Rica | Varias | 1989 |

### Distinciones individuales
| Distinción                                           | Año  |
| ---------------------------------------------------- | ---- |
| Máximo goleador de la Segunda División de Costa Rica | 1985 |